# Regimento de Paraquedistas
O Regimento Paraquedistas MHTE MHA MHC MOSD (também conhecido por RPára) é um regimento da Brigada de Reação Rápida do Exército Português, especializado em paraquedismo militar e aquartelado em Tancos.
A sua missão principal é a de ministrar instrução na área do paraquedismo militar, através do seu Batalhão de Formação, sendo a única Unidade militar em Portugal com essa capacidade.
Criada em 23 de maio de 1956, aquando da criação das Tropas Paraquedistas Portuguesas, na Força Aérea Portuguesa, esta unidade militar é atualmente uma das principais estruturas operacionais do Exército Português, sendo igualmente uma das mais condecoradas.
Para além da instrução das Tropas Paraquedistas, este regimento possui uma vertente operacional, través do seu Batalhão Operacional Aeroterrestre. Neste batalhão, encontram-se enquadradas as companhias de Precursores Aeroterrestres, de Abastecimento Aéreo e de Equipamento Aéreo, bem como o Pelotão Cinotécnico (cães de guerra).

## História
A unidade foi prevista aquando da promulgação da Lei 2005 (artº nº9) de 27 de Maio de 1952, a mesma que criava a Força Aérea Portuguesa como ramo independente das Forças Armadas. Com o artº 20 do Decreto-lei nº 40395 de 1955 (Regulamento para a Organização, Recrutamento e  Serviço das Tropas Paraquedistas) é autorizado, pela primeira vez na história dos uniformes das Forças Armadas Portuguesas, o uso de uma boina como cobertura de cabeça. Às tropas paraquedistas foi designada a cor verde, o que lhes valeu a alcunha de Boinas Verdes.

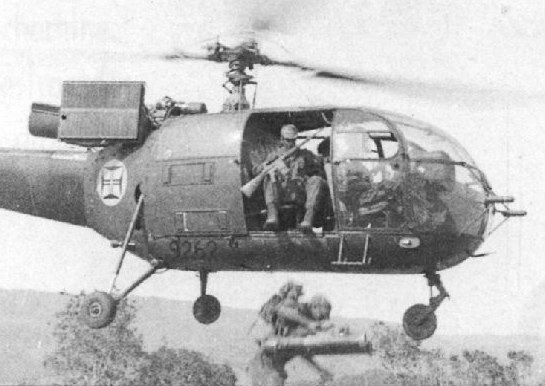
Paraquedistas em operação de heliassalto, na Guerra do Ultramar

Pela Portaria Nº 15671, de 26 de Dezembro de 1955, foi criado o Batalhão de Caçadores Paraquedistas (BCP), por iniciativa do então subsecretário de Estado da Aeronáutica, coronel Kaúlza de Arriaga. Perante a necessidade da Nação dispor deste tipo de tropas, e perante as hesitações do Exército em formá-las, Kaúlza de Arriaga assumiu a sua formação no seio da Força Aérea Portuguesa. Nesse ano são instruídos 192 militares em paraquedismo, na escola de Alcantarilha (Espanha), que se juntam a outros já formados na escola de Pau (França) em anos anteriores. Às novas tropas, pela primeira vez na história militar portuguesa, é concedido o uso de boina - neste caso, boina verde - como cobertura de cabeça; a unidade foi sediada em Tancos e era dependente da recém criada Força Aérea Portuguesa.
Várias unidades se seguiram, bem como nos territórios ultramarinos, como os BCP 21 (Angola) e BCP 31 (Moçambique) e, pouco depois, ministra-se o primeiro Curso de Enfermeiras Paraquedistas. Em 1966 forma-se o BCP 12 na Guiné Portuguesa, que seria ativado a 14 de Outubro desse ano. Estas unidades participaram na Guerra Colonial Portuguesa.
De observar que o paraquedismo militar português tem origens mais remotas. Em 12 de Dezembro de 1819 é realizado o primeiro salto de paraquedas em Portugal, pelo inglês Eugénio Robertson. Em 6 de Outubro de 1922 é realizado o primeiro salto de paraquedas militar em Portugal, pelos oficiais de Engenharia, capitão Mário Costa França e tenente José Machado de Barros, pertencentes à Companhia de Aerosteiros do Exército Português. Em 14 de Outubro de 1930 o primeiro-cabo José Maria da Veiga e Moura, piloto da Aeronáutica Militar, executou o primeiro salto de paraquedas a partir de um avião, em Portugal. Em 1942 são formados, na Austrália, 12 militares paraquedistas portugueses, naturais de Timor, que seriam lançados na retaguarda das forças japonesas que ocupavam aquele território português.
Em 1956, é criado o Batalhão de Caçadores Paraquedistas da Força Aérea, onde é integrado o núcleo inicial de militares paraquedistas. O batalhão é aquartelado em Tancos, que se torna - desde então e até à atualidade - no centro de paraquedismo militar português. Vizinha ao quartel dos paraquedistas, fica a Base Aérea de Tancos onde a Força Aérea cria a unidade de transporte e treino de tropas paraquedistas, equipada com aviões Junkers Ju-52.

### Guerra do Ultramar

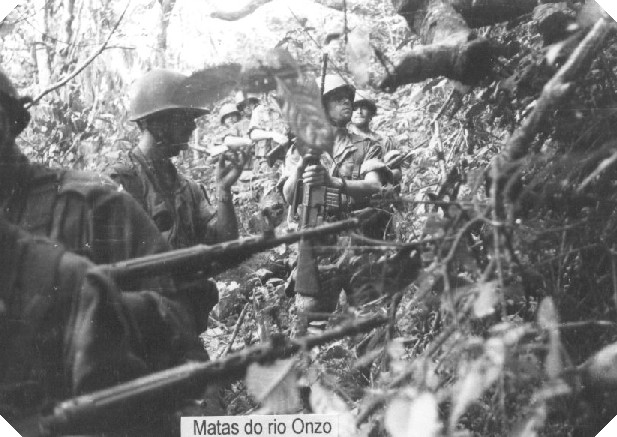
Progressão de paraquedistas na selva africana, durante a Guerra do Ultramar

Com o início da Guerra do Ultramar, o Batalhão de Caçadores Paraquedistas envia companhias de caçadores paraquedistas, primeiro para Angola e depois para a Guiné Portuguesa e Moçambique. As tropas paraquedistas tornam-se a principal força de intervenção das Forças Armadas Portuguesas, nos primeiros tempos da guerra, juntamente com algumas companhias de caçadores especiais do Exército. Ao mesmo tempo que o Batalhão de Caçadores Paraquedistas sobe de escalão, sendo transformado em regimento, as suas companhias destacadas em África dão origem a batalhões independentes. Em 1961 são criados o Batalhão de Caçadores Paraquedistas N.º 21, em Luanda (Angola) e o BCP 31, na Beira (Moçambique), em 1966 é criado o BCP 12, em Bissau (Guiné) e, em 1968, é criado o BCP 32 em Nacala (Moçambique).
Com o fim da Guerra do Ultramar são desativadas as unidades paraquedistas no Ultramar. Em abril de 1975 ainda é enviado o Destacamento de Caçadores Paraquedistas N.º 1, para o Timor Português. Alguns meses depois, esses destacamento é responsável pela cobertura da retirada do último governador português, para a ilha de Ataúro, tendo depois realizado incursões para resgatar militares portugueses que se encontravam aprisionados em Timor. Perante a invasão indonésia o destacamento e o governador embarcam em navios da Marinha Portuguesa e retiram do território. Entretanto, em Luanda, a 10 de novembro de 1975 os militares do Batalhão de Caçadores Paraquedistas N.º 21 são os responsáveis pela prestação de honras ao último arrear da Bandeira de Portugal em Angola, sendo o batalhão desativado no dia seguinte.
Ao longo dos 14 anos em que combateram em África, as Tropas Paraquedistas Portuguesas projetaram cerca de 9000 militares para este continente, tendo 160 perdido a vida (10 oficiais, 23 sargentos e 127 praças).

### Corpo de Tropas Paraquedistas
A 5 de Julho de 1975, as Tropas Paraquedistas de Portugal sofrem uma grande reorganização. É criado o Corpo de Tropas Paraquedistas que reúne todas as unidades paraquedistas da Força Aérea. Por sua vez o CCP incluía um estrutura territorial composta por Comando do Corpo de Tropas Paraquedistas e Base Escola de Tropas Paraquedistas em Tancos, Base Operacional de Tropas Paraquedistas N.º 1 em Lisboa e Base Operacional de Tropas Paraquedistas N.º 2 em São Jacinto. Esta estrutura territorial é responsável pela mobilização, instrução e administração dos militares que vão guarnecer a força operacional do corpo.
A 15 de Março de 1985 foi feito Membro-Honorário da Ordem Militar da Torre e Espada, do Valor, Lealdade e Mérito.
A 13 de Dezembro de 1993 foi feito Membro-Honorário da Ordem Militar de Avis.

### Comando de Tropas Aerotransportadas
No âmbito da reestruturação das Forças Armadas Portuguesas é decidida a fusão das Tropas Paraquedistas e das tropas de Comandos num único corpo militar que ficaria na dependência do Exército Português. A 1 de Janeiro de 1994, o Corpo de Tropas Paraquedistas é transformado no Comando de Tropas Aerotransportadas do Exército, com uma estrutura territorial semelhante ao anterior. O Regimento de Comandos é extinto, sendo os seus militares habilitados como paraquedistas integrados no CTAT e, os restantes, dispersos por diversas unidades. Uma maior transformação dá-se na força operacional. A antiga Briparas é transformada na nova Brigada Aerotransportada Independente, que, além de três batalhões de Infantaria, passa passa a dispor de subunidades de Artilharia, de Engenharia e de reconhecimento blindado. Em teoria, quase todos os militares da brigada, inclusive os das subunidades de apoio de combate, deviam ser paraquedistas. Na prática só os batalhões de Infantaria atingiram os quase 100% de membros paraquedistas.
Na década de 1990 e na década de 2000 o Comando de Tropas Aerotransportadas foi responsável pelo maior número de tropas portuguesas que serviram em missões internacionais. Destacam-se as operações na Bósnia, Kosovo, Timor Leste, Macedónia e Afeganistão.

### Brigada de Reação Rápida
Em 2006, no âmbito da reorganização do Exército Português, dá-se a extinção do Comando de Tropas Aerotransportadas. Mantém-se como principais unidades paraquedistas a Escola de Tropas Paraquedistas, o Batalhão de Apoio Aeroterrestre e dois batalhões paraquedistas. Todas estas unidades dependem da Brigada de Reação Rápida - resultante da transformação da antiga BAI - mas esta passa também a incorporar unidades não-paraquedistas, como as Tropas Comandos e as Tropas de Operações Especiais.
Em 2013, após uma nova reestruturação ao nível da Doutrina, é criada a Escola das Armas e extintas as restantes Unidades-Escola do Exército. A Escola de Tropas Paraquedistas passou assim, desde 2015, a designar-se Regimento de Paraquedistas (RPára), embora continuasse a manter a missão de formação em Paraquedismo Militar. 
A 15 de Maio de 2015, foi feito Membro-Honorário da Ordem Militar de Cristo.

## Organização

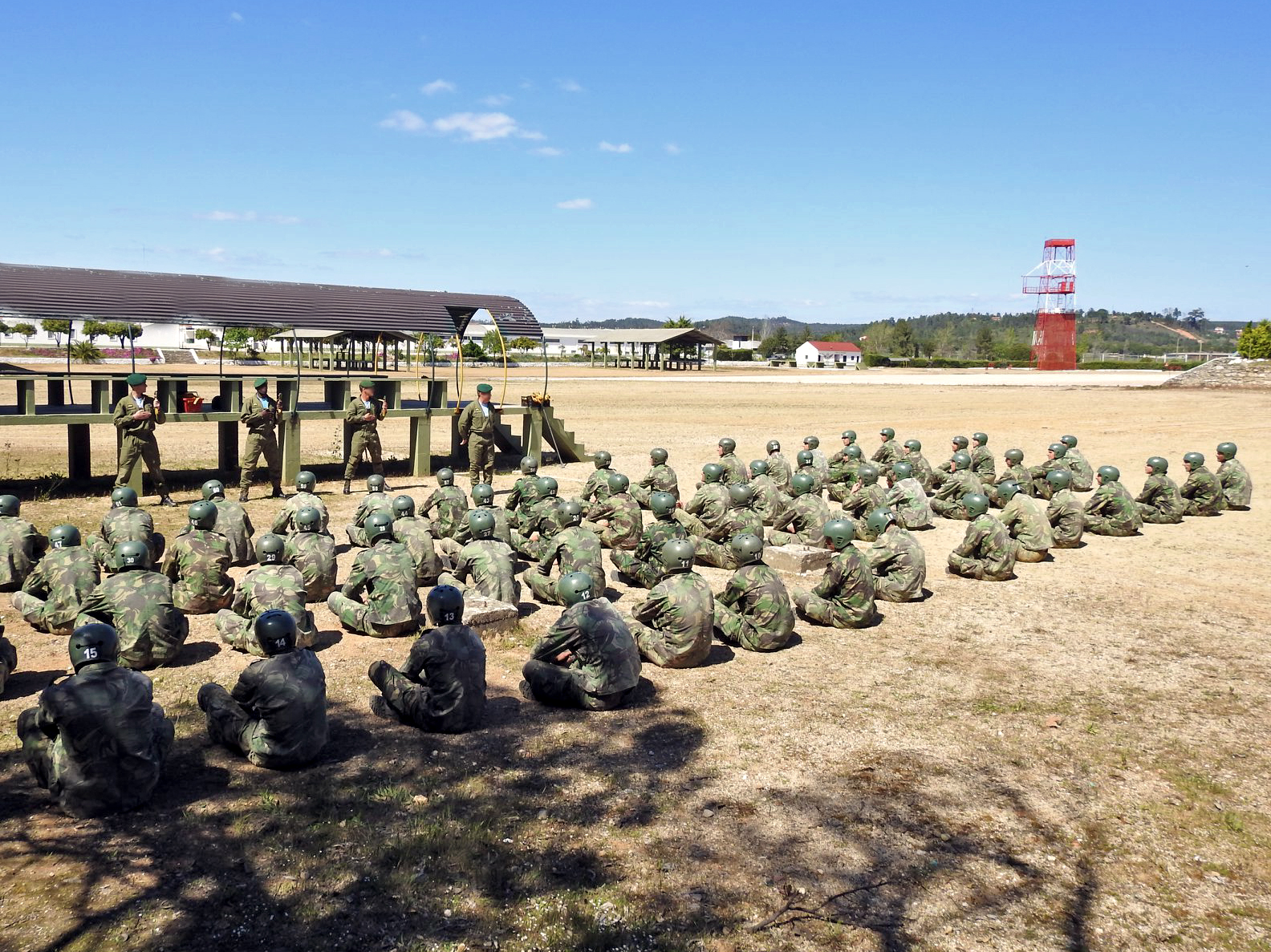
Instrução do Curso de Paraquedismo, no RPára

O RPára contém as seguintes subunidades:

### Batalhão de Formação (BF)
Subunidade responsável pela formação de novos Paraquedistas:
- Companhia de Formação Terrestre (CFT) - Instrução Básica (Recruta); Fase A do Curso de Paraquedismo (Curso de Combate); Curso de Promoção a Cabo Paraquedista.
- Companhia de Formação Aeroterrestre (CFA) - Fase B do Curso de Paraquedismo, Curso de Operações Aeroterrestres, Curso de Instrutor de Paraquedismo.

### Batalhão Operacional Aeroterrestre (BOAT)
Subunidade operacional da Brigada de Reacção Rápida: 
- Companhia de Precursores Aeroterrestres (CPrecs)
- Companhia de Abastecimento Aéreo (CAA)
- Companhia de Equipamento Aéreo (CEA)
- Companhia de Comando e Serviços
- Pelotão Cinotécnico (Cães de Guerra)

### Companhia de Comando e Serviços (CCS)
Subunidade responsável pelo Comando e Logística.

## Comandantes

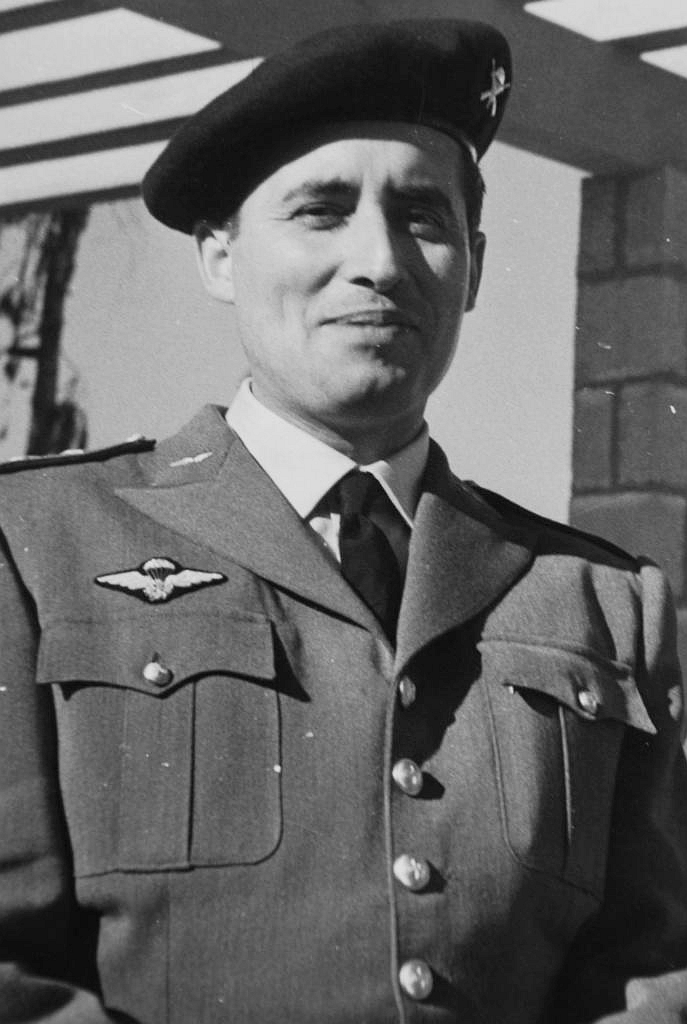
O capitão Martins Videira foi, simultaneamente, o paraquedista militar português com o brevet n.º 1 e primeiro comandante do BCP.

Comandantes do Regimento de Paraquedistas, desde a sua criação como Batalhão de Caçadores Paraquedistas:
- Armindo Martins Videira (1955 ― 1962);
- Mário Brito Robalo (1962 ― 1971);
- Fausto Marques (1971 ― 1974);
- Rafael Durão (1974 ― 1975);
- Alcino Ribeiro (1974);
- José Moura Calheiros (1975);
- Horácio Oliveira (1975 ― 1976);
- Heitor Hamilton Almendra OTE[17] (1976 ― 1977);
- Luís Ramos Gonçalves (1977 ― 1981);
- José Ramos Lousada OTE[18] (1981 ― 1987);
- Augusto Martins (1987 ― 1989);
- Adelino Martins (1989 ― 1992);
- Armando Almeida Martins (1992 ― 1995);
- Manuel Figueiredo (1995 ― 1998);
- Carlos Chaves Gonçalves (1998 ― 2000);
- Carlos Jerónimo (2000 ― 2002);
- António Cameira Martins (2002 ― 2004);
- Agostinho Dias da Costa (2004 ― 2006);
- Carlos Perestrelo (2006 ― 2008);
- Frederico Almendra (2008 ― 2011);
- José Duarte da Costa (2011 ― 2013);
- Vasco Pereira (2013 ― 2016);
- Hilário Peixeiro (2016 ― 2019);
- Paulo Cordeiro (2019 ― 2021);
- Miguel Silva (2021 ― 2022);
- Capinha Henriques (desde 2023).

## Museu das Tropas Paraquedistas

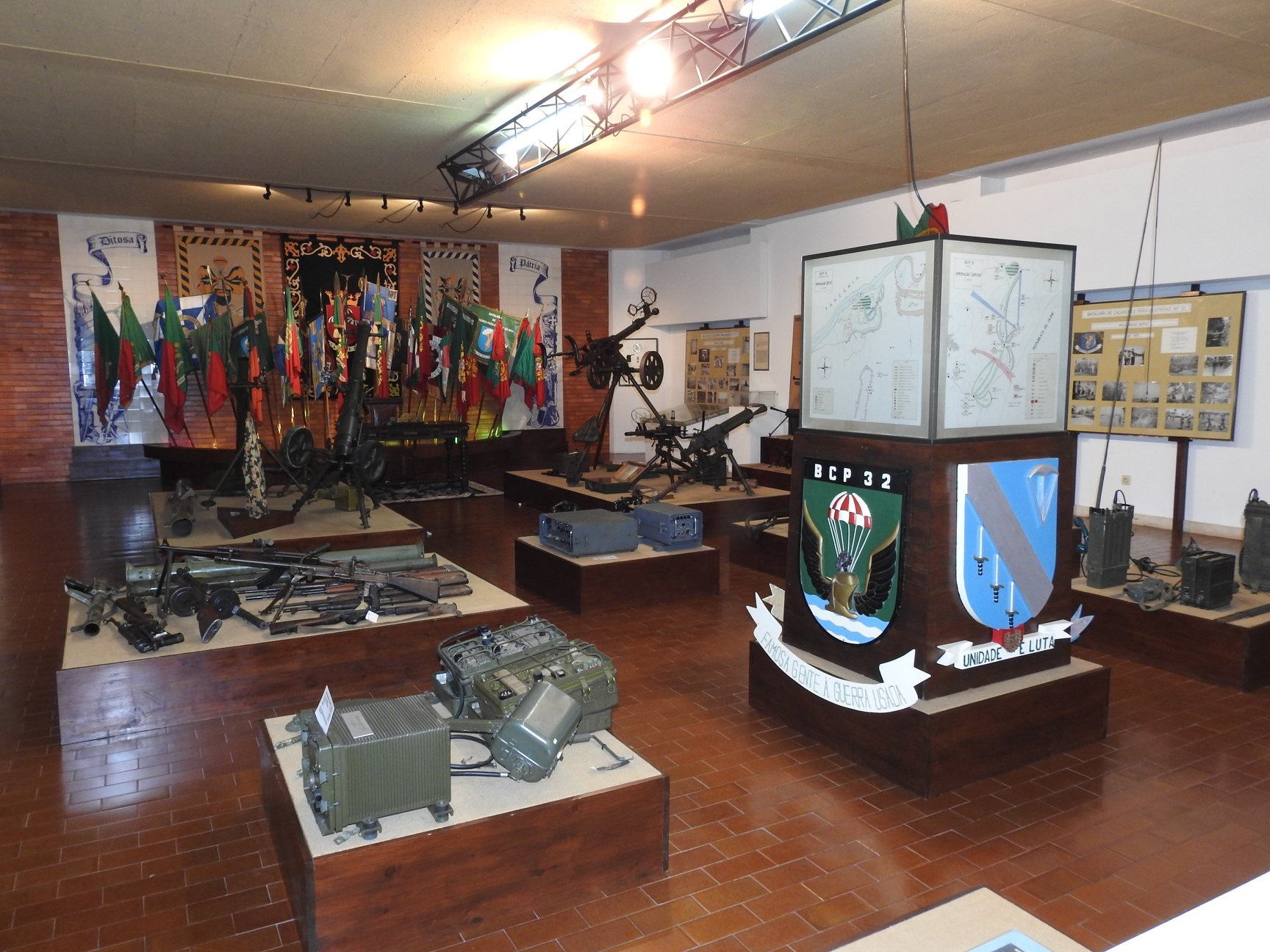
Interior do Museu das Tropas Paraquedistas.

Herdeiro da história e condecorações do Corpo de Tropas Paraquedistas, é neste regimento que se encontra o Museu das Tropas Paraquedistas. Trata-se de um museu de entrada livre, que reúne artefactos relacionados com a história das Tropas Paraquedistas Portuguesas, desde a sua criação, à participação na Guerra Colonial e posteriores missões de manutenção da paz. Serve igualmente de memorial para todos paraquedistas portugueses que perderam a vida em serviço.

## Condecorações

### Militares
- Ordem Militar da Torre e Espada, do Valor, Lealdade e Mérito (MHTE), 3 de janeiro de 1985;[26][27]
- Medalha de Ouro de Valor Militar (MOVM), 12 de fevereiro de 1973 (BCP21);[27]
- 2 Medalhas da Cruz de Guerra - 1ª Classe (MPCG), 4 de abril de 1968 (BCP 12) e 12 de junho de 1969 (BCP31);[27]
- Ordem Militar de Cristo (MHC), 2015;[27][28][29]
- Ordem Militar de S. Bento de Avis (MHA), 30 de dezembro de 1993;[30][27][28]
- Medalha de Ouro de Serviços Distintos com Palma (MOSD), 14 de fevereiro de 1997;[27][28]

### Outras
- Medalha de Agradecimento da Cruz Vermelha Portuguesa, 1992;[30][27]
- Medalha de Honra Municipal de Vila Nova da Barquinha, 2016.[27][31][32]

## Heráldica

Brazão do Regimento de Paraquedistas.

### Armas
Elmo militar de prata, forrado de vermelho, a três quartos para a dextra; Correia de vermelho, perfilada de ouro; Paquife e virol de azul e de prata; Timbre: o Grifo de vermelho, segurando na garra dianteira dextra uma adaga do mesmo; Condecoração: pendente do elmo, Ordem Militar da Torre e Espada, do Valor, Lealdade e Mérito; Num listel de branco, ondulado, sotoposto ao escudo, em letras de negro, maiúsculas, de estilo de elzevir "QVE NVNCA POR VENCIDOS SE CONHEÇAM".

### Simbologia e Alusão das Peças
O AZUL do campo representa o espaço tridimensional que a Escola ensina a dominar. O CÍRCULO CANELADO, lembra um Pára-quedas aberto e especifica a qualificação básica dos militares do RPára. O FACHO representa a generosidade de ânimo posto na instrução, iluminando com a sua chama os
caminhos da sabedoria. Alude ao carácter didático da Unidade. O GRIFO, animal fabuloso que reúne as qualidades da águia e do leão - domínio do espaço e da bravura
respetivamente, sublinha a vocação aeroterrestre da Escola. A ADAGA, símbolo da condição militar, materializa a bravura e as capacidades individuais que garantem ao
conjunto, o poderio necessário ao estabelecimento e manutenção da justiça e da paz. É representada com a lâmina voltada para baixo, pronta a desferir o golpe que irá aniquilar o inimigo. A DIVISA "QVE NVNCA POR VENCIDOS SE CONHEÇAM" (Lus. VII-71), exprime, mais que um desejo, uma
certeza, de que todo o espírito e mística das tropas aerotransportadas, transmitidos através da instrução, são a garantia do cabal cumprimento das missões atribuídas e da determinação posta na sua execução.

### Os Esmaltes Significam
A PRATA, a riqueza do historial e a pureza dos meios e objetivos; O VERMELHO, a energia criadora e a audácia na ação; O AZUL, o zelo no cumprimento das missões e a lealdade nas ações de formação; O NEGRO, a sabedoria dos que ensinam e a humildade dos que aprendem.